# Tata Motors
Tata Motors är en indisk bilkoncern som ingår i konglomeratet Tata Group. I Tata Motors ingår bland andra Jaguar och Land Rover.

## Historik

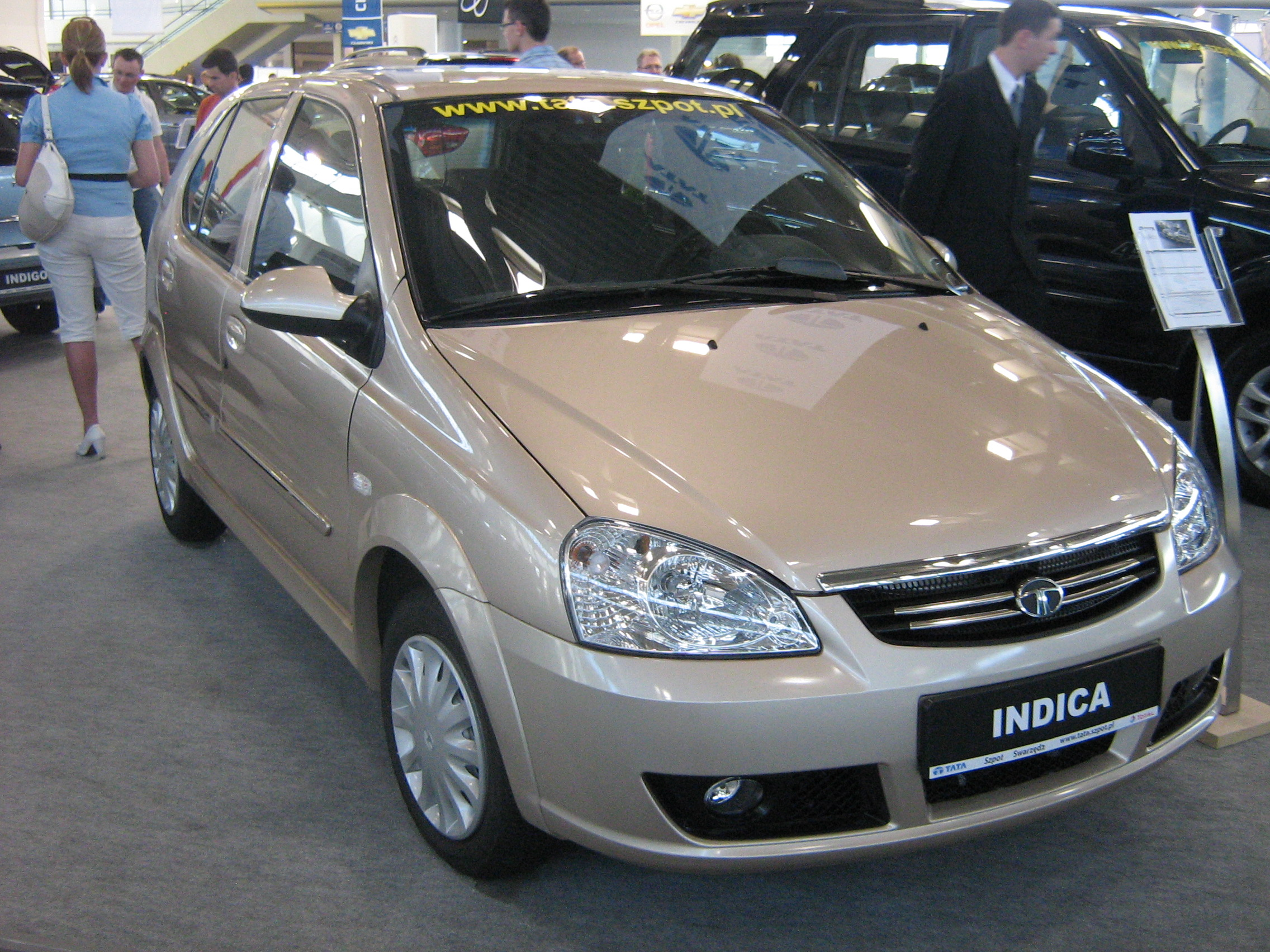
Tata Indica

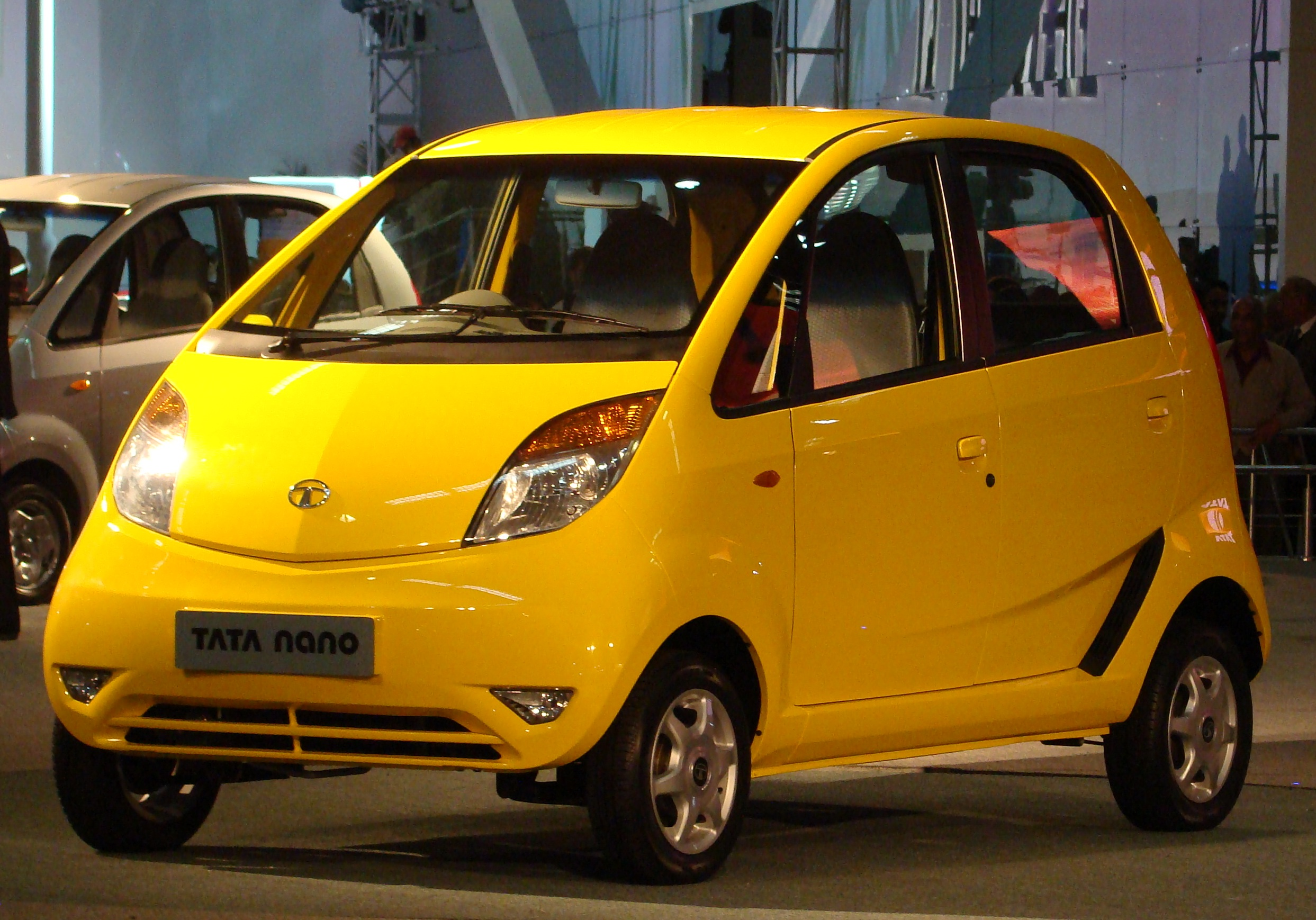
Tata Nano

Tillverkningen kom igång 1945 under namnet Tata Engineering and Locomotive Co. Ltd. och bestod till att börja med av tågtillverkning. Ett samarbetsavtal kom sedan att tecknas med Daimler-Benz för tillverkning av nyttofordon. Man har gjort expansioner över världen genom diverse uppköp. År 2004 köptes Daewoos lastbilstillverkning. År 2005 köptes 21 procent av aktierna i Hispano Carrocera, och 2009 köptes resterande aktier.
Idag har Tata fabriker i Jamshedpur, Lucknow och Pune och är Indiens största biltillverkare. Tillverkning sker också i ZAZ-fabriken i Ukraina. Tata Indica tillverkades på licens 2003-2005 av Rover, som CityRover.
År 2008 köpte Tata Motors märkena Jaguar och Land Rover, ägda av Ford. Märkena Daimler och Rover ingick i köpet.
År 2008 lanserades Tata Nano, som beräknades bli den billigaste bilmodellen någonsin (med hänsyn tagen till inflationen), med ett grundpris på 100 000 rupier (motsvarande ca 17 500 kronor).. Tata Nano har även modifierats för den europeiska marknaden. Den europeiska modellen, Tata Nano Europa, är något större, har en starkare motor och är modifierad för att klara europeiska avgas- och säkerhetskrav.

## Modeller
- Tata Nano
- Tata Zest
- Tata Hexa
- Tata Tigor
- Tata Tiago
- Tata Bolt
- Tata Indica
- Tata Sumo
- Tata Indigo
- Tata Indica Vista
- Tata Sumo Grande
- Tata Xenon
- Tata Safari